# 영건 (배우)
영건(본명 : 홍영근, 1978년 10월 23일 ~ )는 대한민국의 배우이다.

## 학력
- 동아방송대학 영화과 연기전공

## 출연작

### 영화
배우
- 《포항》 (2019년) - 연근 역
- 《탐정: 리턴즈》 (2018년) - 태국 비서 역
- 《아웃도어 비긴즈》 (2018년) - 병구 역
- 《퍼즐》 (2018년) - 길영춘 역
- 《올리고당 더 무비》 (2017년) - 상배 역
- 《탐정 홍길동: 사라진 마을》 (2016년) - 김진호 역
- 《친절한 가정부》 (2015년) - 상수 역
- 《해무》 (2014년) - 사두 역
- 《청춘정담》 (2013년) - 여관커플남 역
- 《코알라》 (2013년) - 키스방 실장 역
- 《댄스 위드 마이 마더》 (2012년) - 승우 역
- 《영건 탐정사무소》 (2012년) - 영건 역
- 《가비》 (2012년) - 로스키 역
- 《마이 웨이》 (2011년) - 조선징집병사 역
- 《에일리언 비키니》 (2011년) - 영건 / 아버지 / 아들 / 어린시절 역
- 《고지전》 (2011년) - 인민군 대대 연락병 역
- 《확대》 (2010년) - 철수 역
- 《이웃집 좀비》 (2010년)
- 《의형제》 (2010년) - 베트남 조직원 2 역
- 《그림자 살인》 (2009년) - 의생 역
- 《크리스마스를 베다 2》 (2008년)

감독
- 《안부》 (2020년)
- 《ONE DAY》 (2013년)
- 《이웃집 좀비》 (2010년)[3]

### 드라마
- 《날 녹여주오》 (2019년, tvN) - 이 PD 역
- 《HD TV문학관 - 사람의 아들》 (2009년, KBS1) - 공연팀 전문가 역
- 《선덕여왕》 (2009년, MBC) - 용화향도 낭도 역
- 《순결한 당신》 (2008년, SBS) - 박기자 역
- 《전설의 고향 - 사진검의 저주》 (2008년, KBS2) - 포졸 역

## 수상
- 2009년 제13회 부천국제판타스틱영화제 심사위원 특별상
- 2009년 제13회 부천국제판타스틱영화제 푸르지오 관객상
- 2010년 제20회 판시네판타스틱영화제 젊은심사위원상
- 2018년 제1회 평창평화영화제 공존영화제 경쟁부문 동상